# Ivan Filatov
Ivan Filatov (Bishkek, 11 marzo 1988) è un ex calciatore kirghiso, di ruolo attaccante.

## Statistiche

### Cronologia presenze e reti in nazionale
| Cronologia completa delle presenze e delle reti in nazionale ― Kirghizistan | Cronologia completa delle presenze e delle reti in nazionale ― Kirghizistan | Cronologia completa delle presenze e delle reti in nazionale ― Kirghizistan | Cronologia completa delle presenze e delle reti in nazionale ― Kirghizistan | Cronologia completa delle presenze e delle reti in nazionale ― Kirghizistan | Cronologia completa delle presenze e delle reti in nazionale ― Kirghizistan | Cronologia completa delle presenze e delle reti in nazionale ― Kirghizistan | Cronologia completa delle presenze e delle reti in nazionale ― Kirghizistan |
| Data                                                                        | Città                                                                       | In casa                                                                     | Risultato                                                                   | Ospiti                                                                      | Competizione                                                                | Reti                                                                        | Note                                                                        |
| --------------------------------------------------------------------------- | --------------------------------------------------------------------------- | --------------------------------------------------------------------------- | --------------------------------------------------------------------------- | --------------------------------------------------------------------------- | --------------------------------------------------------------------------- | --------------------------------------------------------------------------- | --------------------------------------------------------------------------- |
| 05-09-2014                                                                  | Astana                                                                      | Kazakistan                                                                  | 7 – 1                                                                       | Kirghizistan                                                                | Amichevole                                                                  | -                                                                           | 89’                                                                         |
| 12-11-2015                                                                  | Canberra                                                                    | Australia                                                                   | 3 – 0                                                                       | Kirghizistan                                                                | Qual. Mondiali                                                              | -                                                                           | 45+1’                                                                       |
| Totale                                                                      |                                                                             | Presenze                                                                    | 2                                                                           |                                                                             | Reti                                                                        | 0                                                                           |                                                                             |

## Palmarès

### Club

#### Competizioni nazionali
- I-League: 1

Minerva Punjab: 2017-2018